# Bergheim (Austria)
Bergheim è un comune austriaco di 5 167 abitanti nel distretto di Salzburg-Umgebung, nel Salisburghese. Nel 1935 dal territorio del comune è stato scorporato il comune catastale di Bergheim II, assegnato alla città di Salisburgo.

## Monumenti e luoghi d'interesse
- Castel Radeck

## Economia
Nel territorio ha sede ed è stata fondata la Palfinger, rinomata azienda di autogrù e veicoli industriali.